# Alba, Cuneo

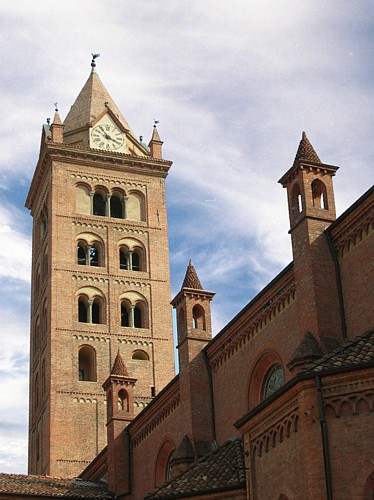
Nhà thờ Alba.

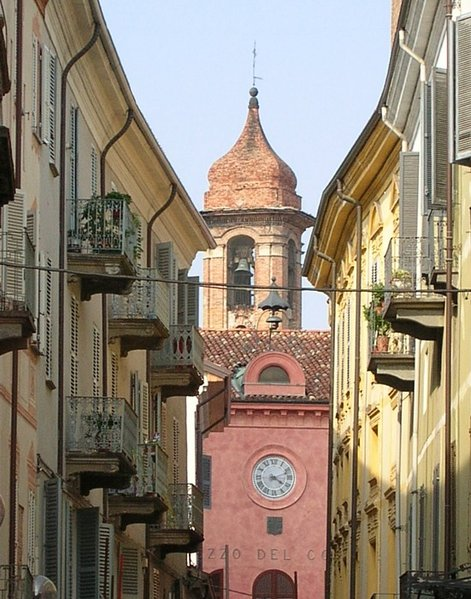
Cảnh Via Vittorio Emanuele ở trung tâm Alba.

Alba (Tiếng Piemonte: Arba; tiếng Latinh: Alba Pompeia) là một đô thị và comune thuộc tỉnh Cuneo thuộc vùng Piemonte của Ý. Đây là một trong những thành phố chính trong Cảnh quan Vườn nho của Piedmont: Langhe-Roero and Monferrato, một di sản thế giới được UNESCO công nhận. Đô thị này nổi tiếng với nấm truffle trắng và sản xuất rượu vang. Tập đoàn chế biến mứt kẹo Ferrero SpA đã đóng cửa ở đây. Đô thị này gia nhập Mạng lưới các thành phố sáng tạo của UNESCO vào tháng 10 năm 2017.